# 竹林松二
竹林 松二（たけばやし まつじ、1908年〈明治41年〉2月22日 - 1994年〈平成6年〉6月27日）は、日本の化学者、化学史家。理学博士。大阪大学名誉教授。専門は有機化学。

## 略歴
新潟県新潟市礎町通一ノ町（現 新潟市中央区礎町通一ノ町）の製材業・竹林松次郎の次男として出生。
1925年（大正14年）3月に新潟中学校を卒業、1929年（昭和4年）3月に新潟高等学校を卒業、1932年（昭和7年）3月に東京帝国大学理学部化学科を卒業、4月に資生堂研究部に入社。
1933年（昭和8年）2月に資生堂を退職、東京帝国大学理学部大学院に入学、有機化学を研究、1935年（昭和10年）3月に大学院を退学、4月に東京開成中学校講師に就任、教壇に立つ傍ら、東京帝国大学理学部化学教室で研究に従事。
1939年（昭和14年）3月に大阪高等学校教授に就任、1943年（昭和18年）7月に東京帝国大学から理学博士号を取得、1949年（昭和24年）6月に大阪大学教養部教授に就任、1956年（昭和31年）8月から1年間、アメリカで有機化学を研究、1971年（昭和46年）3月に大阪大学を定年退官、大阪大学名誉教授の称号を受称、4月に近畿大学理工学部教授に就任、1983年（昭和58年）3月に近畿大学を退職。
1994年（平成6年）6月27日未明に大阪府東大阪市の病院で心不全のため死去、86歳没。

## 研究・業績
- ラジカル反応の研究を中心に、有機反応機構の分野で業績を上げた[3][4]。

- 大学の教養課程における化学教育の確立に努め、著書『有機化学概説』などが全国の大学の教養課程の教科書として採用された。また、高等学校の教科書検定委員や日本化学会化学教育委員として高等学校の化学教育の向上にも努めた[3][5]。

## 栄典・表彰
- 1979年（昭和54年）11月3日 - 勲三等旭日中綬章[6]
- 1980年（昭和55年）4月 000 - 第4回（昭和54年度）日本化学会化学教育賞「一般教育としての化学教育に対する貢献」[7][8]
- 1994年（平成06年）6月27日 - 正四位[9]

## 親戚
- 和仁貞吉 - 義妹の祖父（弟の妻の母の父）[10]、検事、判事、第17代大審院長。
- 高橋国一郎 - 弟の姻戚、土木技術者、第24代建設事務次官。
- 布施栄明 - 弟の姻戚、解剖学者、新潟大学名誉教授。

## 著作物

### 著書
- 『化学の総合研究』小林正久[共著]、数学研究社、1947年。
- 『新制度・学生の 新修化学』学園出版社、1947年。
- 『食物の科學』松島祥夫[共著]、学園出版社〈学園科学叢書〉、1948年。
- 『化學序說』堀書店〈教養叢書 24〉、1949年。
- 『有機化合物の 結合と反應』増進堂〈化学反応叢書 3〉、1949年。
- 『化学標準問題集』小林正久[共著]、数学研究社〈標準問題叢書〉、1953年。
- 『有機化学概説』学術図書出版社、1955年。
  - 『有機化学概説』訂正版、学術図書出版社、1956年。
  - 『有機化学概説』再訂版、学術図書出版社、1957年。
  - 『有機化学概説』3訂版、学術図書出版社、1959年。
  - 『有機化学概説』4訂版、学術図書出版社、1961年。
  - 『有機化学概説』5訂版、学術図書出版社、1963年。
  - 『有機化学概説』新版、学術図書出版社、1966年。
  - 『有機化学概説』新版再訂、学術図書出版社、1968年。
  - 『有機化学概説』新版3訂、学術図書出版社、1979年。
  - 『有機化学概説』新版、学術図書出版社、1981年。
- 『大有機化学 第1巻 総論』小竹無二雄・金子武夫・漆原義之・村上増雄・湯川泰秀[共著]、井本稔・ほか[編]、小竹無二雄[監修]、朝倉書店、1958年。
- 『一般化学』学術図書出版社、1960年。
- 『有機反応機構の進歩 第3集』丸山和博・右田俊彦・向山光昭[共著]、村上増雄・ほか[編]、槇書店、1963年。
- 『化学を楽しくする5分間 手軽にできる演示実験』荒木真一・ほか[共著]、日本化学会[編]、化学同人、1984年。
- 『化学史・常識を見直す 教科書の誤りはなぜ生まれたか？』島原健三・武藤伸・井上弘幸・藤井清久・大野誠・小塩玄也・西尾成子・渡部正利・矢野敬幸・唐木田健一・柏木肇[共著]、日本化学会[編]、講談社〈ブルーバックス B747〉、1988年。

### 訳書
- 『化学の原典 12: 有機電子説』井畑敏一[共訳]、日本化学会[編]、東京大学出版会、1976年。

### 論文
- CiNii収録論文 - CiNii